# لاروب (بخش مرکزی کهگیلویه)
لاروب یک منطقهٔ مسکونی در ایران است که در دهستان دشمن‌زیاری (کهگیلویه) واقع شده‌است. لاروب ۲۵ نفر جمعیت دارد.